# Федарашко Христина Вікторівна
Христина Вікторівна Федарашко (біл. Крысціна Віктараўна Федарашка; нар. 16 квітня 1994, Пінськ) — білоруська борчиня вільного стилю, бронзова призерка чемпіонату Європи. Майстер спорту міжнародного класу з вільної боротьби.

## Життєпис
Боротьбою почала займатися з 2009 року. У 2011 році стала бронзовою призеркою чемпіонату світу серед кадетів.
Виступає за борцівський клуб ШВСМ, Мінськ. Тренер — Олег Райхлін.

## Спортивні результати на міжнародних змаганнях

### Виступи на Чемпіонатах світу
| Змагання                        | Збірна   | Вагова категорія          | Місце |
| ------------------------------- | -------- | ------------------------- | ----- |
| Чемпіонат світу з боротьби 2014 | Білорусь | жіноча боротьба, до 69 кг | 20    |
| Чемпіонат світу з боротьби 2015 | Білорусь | жіноча боротьба, до 69 кг | 28    |
| Чемпіонат світу з боротьби 2018 | Білорусь | жіноча боротьба, до 65 кг | 18    |
| Чемпіонат світу з боротьби 2019 | Білорусь | жіноча боротьба, до 62 кг | 30    |

### Виступи на Чемпіонатах Європи
| Змагання                         | Збірна   | Вагова категорія          | Місце  |
| -------------------------------- | -------- | ------------------------- | ------ |
| Чемпіонат Європи з боротьби 2018 | Білорусь | жіноча боротьба, до 65 кг | Бронза |
| Чемпіонат Європи з боротьби 2019 | Білорусь | жіноча боротьба, до 65 кг | 11     |

### Виступи на Європейських іграх
| Змагання              | Збірна   | Вагова категорія          | Місце |
| --------------------- | -------- | ------------------------- | ----- |
| Європейські ігри 2015 | Білорусь | жіноча боротьба, до 69 кг | 9     |

### Виступи на Кубках світу
| Змагання                    | Збірна   | Вагова категорія          | Місце |
| --------------------------- | -------- | ------------------------- | ----- |
| Кубок світу з боротьби 2013 | Білорусь | жіноча боротьба, до 67 кг | 7     |
| Кубок світу з боротьби 2018 | Білорусь | команда                   | 6     |

### Виступи на інших змаганнях
| Змагання                                     | Збірна   | Вагова категорія          | Місце  |
| -------------------------------------------- | -------- | ------------------------- | ------ |
| Гран-прі Німеччини з боротьби 2012           | Білорусь | жіноча боротьба, до 67 кг | Бронза |
| Турнір Олександра Медведя 2012               | Білорусь | жіноча боротьба, до 67 кг | 5      |
| Гран-прі Німеччини з боротьби 2013           | Білорусь | жіноча боротьба, до 67 кг | 18     |
| Турнір Олександра Медведя 2014               | Білорусь | жіноча боротьба, до 69 кг | 5      |
| Гран-прі Іспанії з боротьби 2014             | Білорусь | жіноча боротьба, до 67 кг | 5      |
| Вогні Москви 2014                            | Білорусь | жіноча боротьба, до 69 кг | 4      |
| Гран-прі Німеччини з боротьби 2015           | Білорусь | жіноча боротьба, до 69 кг | 8      |
| Відкритий чемпіонат Польщі з боротьби 2015   | Білорусь | жіноча боротьба, до 69 кг | 18     |
| Кубок Алроси 2015                            | Білорусь | жіноча боротьба, до 69 кг | 6      |
| Турнір Олександра Медведя 2016               | Білорусь | жіноча боротьба, до 63 кг | 7      |
| Відкритий чемпіонат Польщі з боротьби 2017   | Білорусь | жіноча боротьба, до 63 кг | 12     |
| Турнір Олександра Медведя 2017               | Білорусь | жіноча боротьба, до 63 кг | Бронза |
| Київський Міжнародний турнір з боротьби 2018 | Білорусь | жіноча боротьба, до 65 кг | 13     |
| Відкритий чемпіонат Польщі з боротьби 2018   | Білорусь | жіноча боротьба, до 65 кг | 10     |
| Klippan Lady Open 2019                       | Білорусь | жіноча боротьба, до 65 кг | 5      |
| Турнір Олександра Медведя 2019               | Білорусь | жіноча боротьба, до 65 кг | 4      |

### Виступи на змаганнях молодших вікових груп
| Змагання                                       | Збірна   | Вагова категорія          | Місце  |
| ---------------------------------------------- | -------- | ------------------------- | ------ |
| Чемпіонат Європи з боротьби серед кадетів 2010 | Білорусь | жіноча боротьба, до 65 кг | 7      |
| Чемпіонат Європи з боротьби серед кадетів 2011 | Білорусь | жіноча боротьба, до 60 кг | 12     |
| Чемпіонат світу з боротьби серед кадетів 2011  | Білорусь | жіноча боротьба, до 60 кг | Бронза |
| Чемпіонат світу з боротьби серед юніорів 2012  | Білорусь | жіноча боротьба, до 67 кг | 7      |
| Кубок Фрейденфельдса серед юніорів 2013        | Білорусь | жіноча боротьба, до 67 кг | Золото |
| Чемпіонат Європи з боротьби серед юніорів 2013 | Білорусь | жіноча боротьба, до 67 кг | 12     |
| Чемпіонат світу з боротьби серед юніорів 2013  | Білорусь | жіноча боротьба, до 63 кг | 21     |
| Чемпіонат Європи з боротьби серед юніорів 2014 | Білорусь | жіноча боротьба, до 67 кг | 12     |
| Чемпіонат світу з боротьби серед юніорів 2014  | Білорусь | жіноча боротьба, до 67 кг | 18     |
| Чемпіонат Європи з боротьби серед молоді 2017  | Білорусь | жіноча боротьба, до 63 кг | 11     |
| Чемпіонат світу з боротьби серед молоді 2017   | Білорусь | жіноча боротьба, до 69 кг | 15     |